# Marc E. Rogers

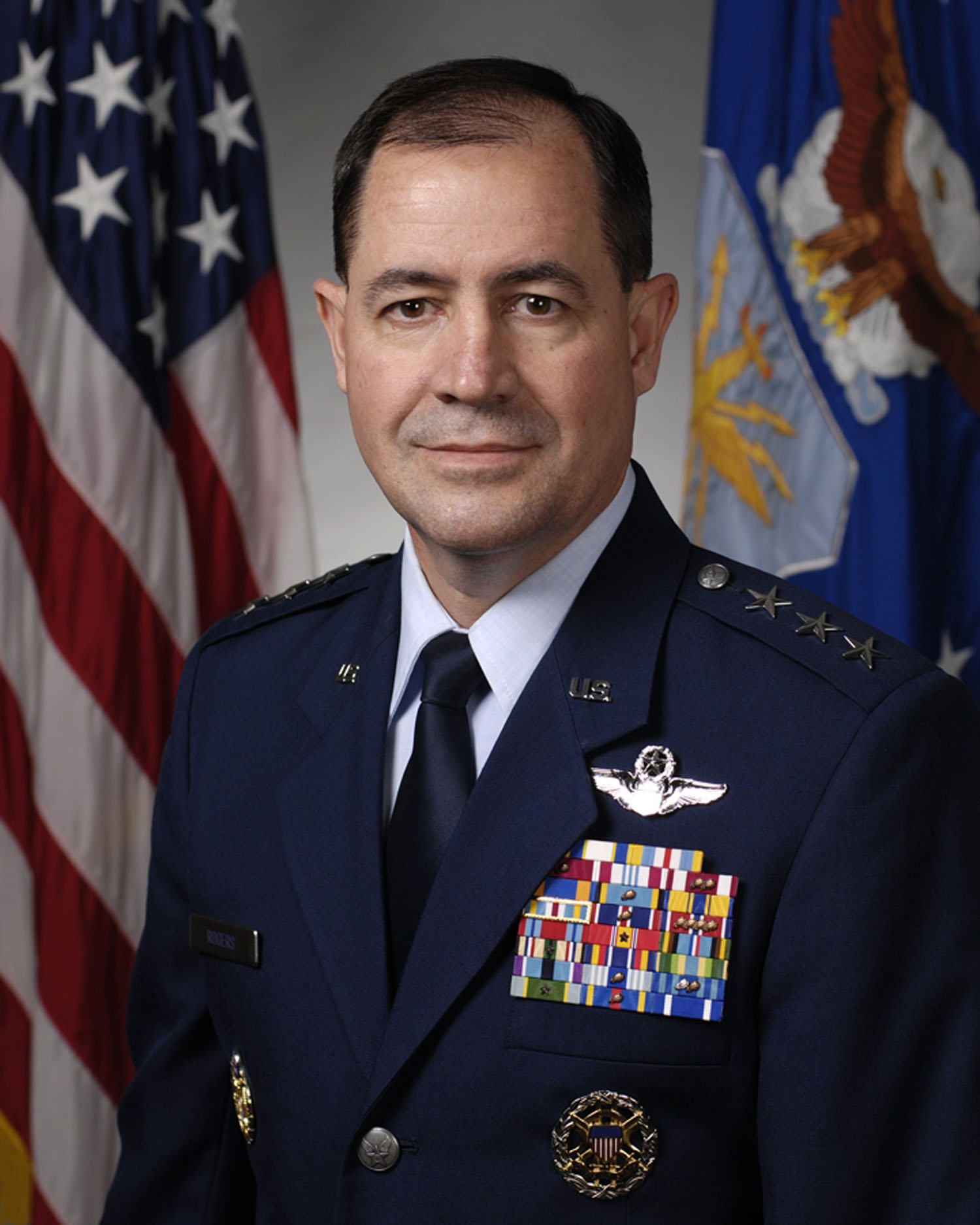
Marc E.Rogers

Marc E. Rogers  (* um 1954) ist ein ehemaliger Generalleutnant der United States Air Force. Er war unter anderem Kommandeur der 19. Luftflotte  (Nineteenth Air Force).
Im Jahr 1974 trat er als einfacher Soldat der Air Force bei. Über das ROTC-Programm der University of Missouri gelangte er im Jahr 1978 in das Offizierskorps der United States Air Force. In dieser durchlief er anschließend alle Offiziersränge vom Leutnant bis zum Drei-Sterne-General.
Im Lauf seiner militärischen Karriere absolvierte er verschiedene Kurse und Schulungen. Dazu gehörten unter anderem eine Ausbildung zum Kampfpiloten und weitere Fortbildungskurse als Pilot neuer Flugzeugtypen; die Squadron Officer School auf der Maxwell Air Force Base in Alabama; das Air Command and Staff College über einen Fernkurs; die Embry-Riddle Aeronautical University; das Armed Forces Staff College in Norfolk in Virginia und das National War College in Fort Lesley J. McNair in Washington, D.C. Später absolvierte er noch den Joint Force Air Component Commander Course auf der Maxwell AFB und den Joint Force Land Component Commander Course am United States Army War College in Carlisle in Pennsylvania. Außerdem erhielt er einen akademischen Grad von der Harvard University.
In seinen frühen Jahren als Offizier der Luftwaffe war er an verschiedenen Stützpunkten in den Vereinigten Staaten stationiert. Dabei war er als Pilot, Flugausbilder oder Stabsoffizier bei unterschiedlichen Einheiten tätig. Dazwischen absolvierte er die erwähnten Schulungen. Rogers flog Kampfeinsätze über Bosnien und dem Irak. Zwischen Dezember 1990 und Juli 1993 war er auf der Ramstein Air Base in Deutschland stationiert. Dort war er zunächst Stabsoffizier bei der 512. Kampfstaffel (512th Fighter Squadron) und dem 86. Kampfgeschwader (86th Fighter Wing). Ab Juli 1992 kommandierte er die 512. Kampfschwadron.
Nach seinem anschließenden Studium am National War College wurde Marc Rogers im Juni 1994 zum Stab der Joint Chiefs of Staff versetzt. Bis zum Mai 1996 leitete er dort die für den Bereich Persischer Golf zuständige Unterabteilung. Seine nächste Mission führte ihn zur Aviano Air Base in Italien. Zwischen Mai 1996 und Februar 1998 kommandierte er dort die 31st Operations Group bzw. die 1st Expeditionary Operations Group. Diese war auch an Einsätzen in Bosnien beteiligt. Danach kehrte er zur Ramstein Air Base zurück, wo er bis zum Juni 1988 dem Stab im Hauptquartier der United States Air Forces in Europe angehörte.
Anschließend wurde er zum Hauptquartier der Air Force in Washington, D.C. beordert, deren Stab er bis zum Juni 2000 angehörte. Zwischen Juni 2000 und Juli 2002 kommandierte er auf der Holloman Air Force Base in New Mexico das 49. Kampfgeschwader (49th Fighter Wing). Danach gehörte er bis zum August 2004 in unterschiedlichen Funktionen dem Stab des damaligen United States Joint Forces Command an. In der Folge gehörte er bis zum Oktober 2005 auf der Wright-Patterson Air Force Base in Ohio ebenfalls in verschiedenen Funktionen dem Stab des Air Force Materiel Commands an.
Am 21. Oktober 2005 übernahm Marc Rogers als Nachfolger von Edward R. Ellis auf der Randolph Air Force Base in Texas das Kommando über die 19. Luftflotte. Dieses Amt bekleidete er bis zum 3. Oktober 2006, als er von Irving L. Halter, Jr. abgelöst wurde. Danach kehrte er ein weiteres Mal nach Deutschland zur Ramstein Air Base zurück. Zwischen Dezember 2006 und Juni 2009 bekleidete er dort das Amt des stellvertretenden Kommandeurs der United States Air Force Europe. Danach erhielt er das Amt des Generalinspekteurs der Air Force, das er bis zu seiner Pensionierung am 1. Juli 2012 innehatte.
Während seiner aktiven Zeit als Militärpilot absolvierte er über 2600 Flugstunden auf verschiedenen Flugzeugtypen.

## Daten der Beförderungen
| Abzeichen | Rang               | Jahr              |
| --------- | ------------------ | ----------------- |
|           | Second Lieutenant  | 31. Mai 1978      |
|           | First Lieutenant   | 17. Dezember 1980 |
|           | Captain            | 28. November 1982 |
|           | Major              | 1. März 1988      |
|           | Lieutenant Colonel | 1. Juli 1991      |
|           | Colonel            | 1. Februar 1995   |
|           | Brigadier General  | 1. Oktober 2001   |
|           | Major General      | 1. August 2005    |
|           | Lieutenant General | 26. Juni 2009     |

## Orden und Auszeichnungen
Marc Rogers erhielt im Lauf seiner militärischen Laufbahn unter anderem folgende Auszeichnungen:
- Air Force Distinguished Service Medal
- Defense Superior Service Medal
- Legion of Merit
- Defense Meritorious Service Medal
- Meritorious Service Medal
- Air Medal
- Aerial Achievement Medal
- Air Force Commendation Medal
- Combat Readiness Medal
- National Defense Service Medal
- Armed Forces Expeditionary Medal
- Southwest Asia Service Medal
- Global War on Terrorism Service Medal
- Armed Forces Service Medal
- Humanitarian Service Medal
- NATO-Medaille